# La Côte-Saint-André
La Côte-Saint-André ist eine französische Gemeinde mit 4.793 Einwohnern (Stand: 1. Januar 2022) im Département Isère in der Region Auvergne-Rhône-Alpes. La Côte-Saint-André liegt im Arrondissement Vienne und ist der Hauptort (chef-lieu) des Kantons Bièvre.

## Geografie
La Côte-Saint-André liegt am Plateau de Bièvre. Umgeben wird La Côte-Saint-André von den Nachbargemeinden
- Nantoin im Norden und Nordosten,
- Mottier im Nordosten,
- Gillonnay im Osten,
- Saint-Siméon-de-Bressieux im Süden,
- Sardieu im Süden und Südwesten,
- Ornacieux-Balbins mit Balbins im Westen und Ornacieux im Nordwesten,
- Porte-des-Bonnevaux mit Commelle im Norden und Nordwesten.

Durch die Gemeinde führt die frühere Route nationale 518.

## Bevölkerungsentwicklung
| Jahr                       | 1962 | 1968 | 1975 | 1982 | 1990 | 1999 | 2006 | 2017 |
| Einwohner                  | 3623 | 3522 | 3865 | 3857 | 3966 | 4240 | 4653 | 4811 |
| Quellen: Cassini und INSEE |      |      |      |      |      |      |      |      |

## Veranstaltungen und Sehenswürdigkeiten
Alljährlich wird Ende August das Festival Berlioz abgehalten.
Sehenswürdigkeiten
- romanische Kirche Saint-André
- Kirche Saint-Camille, im 19. Jahrhundert für Camille Rocher erbaut
- Schloss Ludwigs XI.
- Geburtshaus Hector Berlioz’
- Hôtel de Bocsozel, Monument historique
- diverse Bürgerhäuser aus dem 16. Jahrhundert
- Markthallen

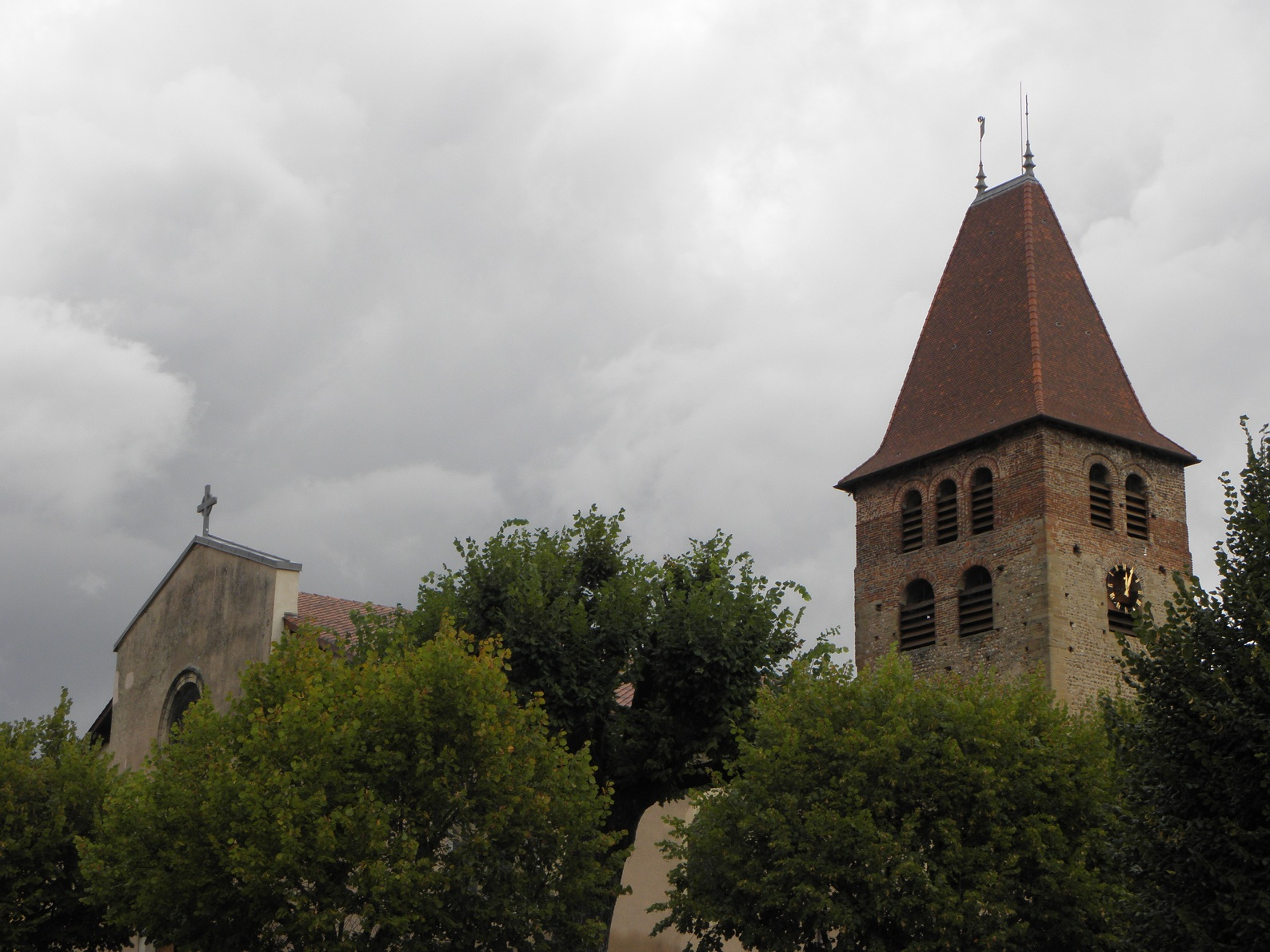
Kirche Saint-André
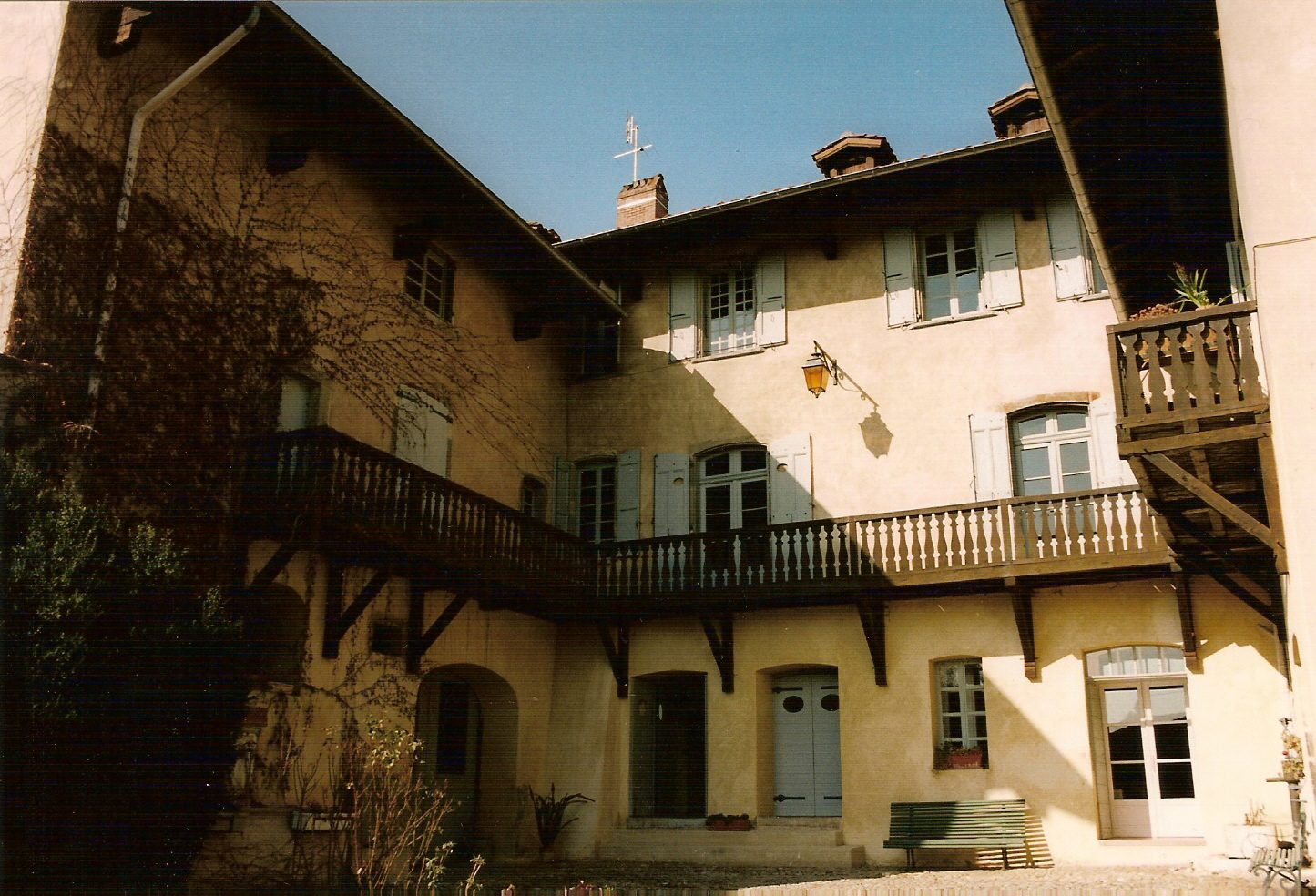
Geburtshaus Hector Berlioz’
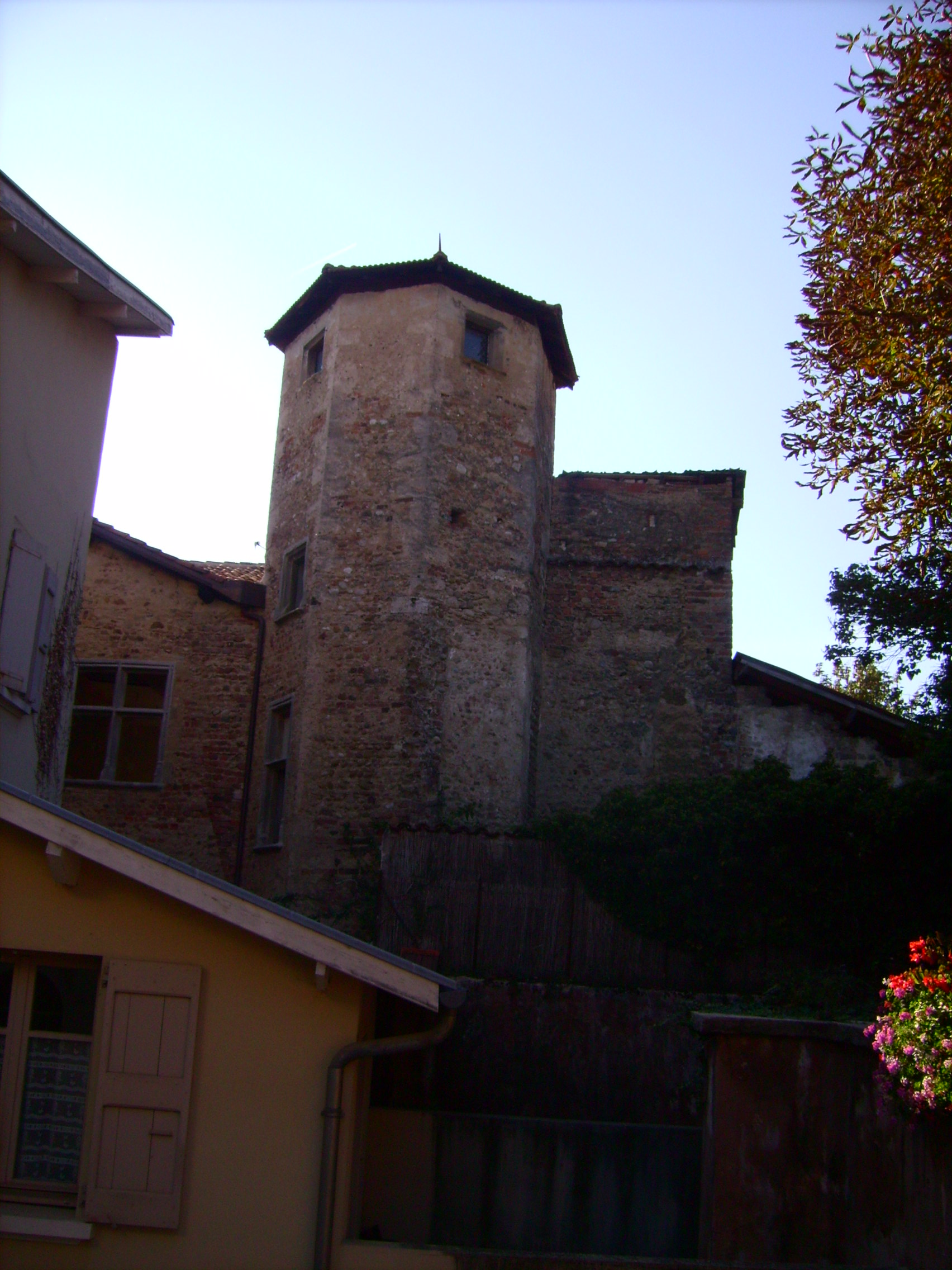
Hôtel de Bocsozel
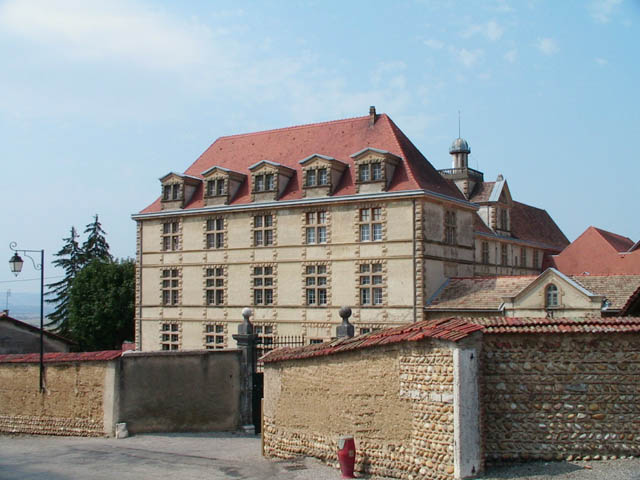
Schloss Ludwigs XI.

## Persönlichkeiten
- Jean-Baptiste Davaux (1742–1822), Komponist
- Louis Berlioz (1776–1848), Arzt; in seiner Praxis in der Rue Impériale – heute Rue de la République, ist ein seinem Sohn Hector gewidmetes Museum eingerichtet, in dem aber auch die medizinische Ausrüstung von Berlioz senior mit seinem Akupunkturhandbuch gezeigt wird.
- Hector Berlioz (1803–1869), Komponist; ihm zu Ehren findet jedes Jahr Ende August das Festival Berlioz statt.[1]
- Johan Barthold Jongkind (1819–1891), niederländischer Maler; kam 1878 nach La Côte-Saint-André; ihm zu Ehren findet jeden Sommer ein Malwettbewerb statt.
- Georges Tainturier (1890–1943), Degenfechter
- Paul Genevay (1939–2022), Sprinter